# 퉁소상어속
퉁소상어속(Callorhinchus)은 은상어목에 속하는 연골어류 속의 일종이다. 퉁소상어과(Callorhinchidae)의 유일속으로 퉁소상어를 포함하여 3종으로 이루어져 있다.

## 하위 종
- C. callorynchus Linnaeus, 1758 - 태평양 남동부 및 대서양 남서부
- C. capensis A. H. A. Duméril, 1865 - 대서양 남동부(나미비아에서 남아프리카공화국 케이프 및 나탈 지역 해안)
- 퉁소상어 (C. milii) Bory de Saint-Vincent, 1823 - 태평양 남서부(오스트레일리아 남부 및 뉴질랜드)